# Bataille de La Croix-Avranchin (10 septembre 1795)
Pour les articles homonymes, voir Bataille de La Croix-Avranchin.
Chouannerie
Batailles
- Liffré
- 1re Argentré
- Expédition de Quiberon
- (Landévant et Mendon
- Plouharnel
- Quiberon)
- Segré
- 1er Rocher de La Piochais
- La Ceriseraie
- La Cornuaille
- 1re La Croix-Avranchin
- La Vieuville
- Boucéel
- 1re Saint-James
- 2e Rocher de La Piochais
- 2e La Croix-Avranchin
- Auverné
- Andigné
- Croix-Couverte
- Tinchebray
- L'Auberge-neuve
- Locminé
- Saint-Hilaire-des-Landes
- Val de Préaux
- Le Grand-Celland
- 2e Argentré
- Noyant-la-Gravoyère
- La Hennerie
- Saint-Aubin-du-Cormier
- Le Mans
- Nantes
- Saint-Brieuc
- Le Lorey
- Mont-Guéhenno
- La Tour d'Elven
- 2e Saint-James
- Les Tombettes
- Pont du Loc'h

La première bataille de La Croix-Avranchin a lieu le 10 septembre 1795 lors de la Chouannerie. Elle s'achève par la victoire des chouans qui mettent en fuite une colonne républicaine venue d'Avranches.

## Prélude
Le 10 septembre 1795, un détachement républicain de la garnison d'Avranches se porte sur le bourg de La Croix-Avranchin afin de protéger la rentrée d'un convoi de blé,,,. À leur entrée dans le bourg, les patriotes surprennent et mettent en fuite un petit groupe de chouans,,,. Deux d'entre eux sont pris et fusillés, mais trois autres, blessés, parviennent à se sauver et donner l'alerte au quartier-général de la colonne normande,,,.

## Forces en présence
Les effectifs de combattants des deux camps ne sont pas connus avec précision. Dans ses mémoires, l'officier chouan Toussaint du Breil de Pontbriand estime le détachement républicain à 200 hommes,,,.
Les chouans comptent quant à eux plusieurs centaines de combattants,. Menés par Marie Eugène Charles Tuffin de La Rouërie et Louis-François Dauguet, dit « Fleur de Rose », ces derniers appartiennent la colonne normande de la division de Fougères,. D'après Pontbriand, cette colonne peut rassembler jusqu'à 800 hommes à cette période,.

## Déroulement
Dans ses mémoires, Toussaint du Breil de Pontbriand fixe la date du combat au 13 septembre 1795, mais celui-ci a lieu en réalité le 10 septembre,,,.
Selon le récit de Pontbriand, les chouans entrent dans le bourg de La Croix-Avranchin sur trois côtés,,,. Au moment de l'attaque, les soldats républicains sont dispersés dans les maisons, dans l'attente de l'arrivée des voitures de grains, et certains d'entre eux sont mêmes ivres,,,. Les chouans ne rencontrent qu'une faible résistance et mettent en fuite les patriotes en un quart d'heure,,,.
D'après les documents officiels républicains, les patriotes se défendent vaillamment et s'ouvrent un passage à la baïonnette, alors que les chouans cernaient le bourg et leur sommaient de se rendre,,,.

## Pertes
Selon Toussaint du Breil de Pontbriand, les républicains laissent 62 morts et 18 prisonniers, qui acceptent de rejoindre les chouans et de servir dans la compagnie du capitaine Thomas Renou,,,.
Selon le rapport républicain, adressé par le district d'Avranches au représentant en mission Dentzel, les pertes sont de plus de 30 hommes,,. L'historien normand Léon de La Sicotière évoque quant à lui une perte de 18 hommes,.